# Мессіні
Мессіні (грец. Μεσσήνη) — місто і муніципалітет в Греції, в історичній області Мессенія. В античну добу тут існувало дорійське стародавнє місто Мессіни, засноване 369 до н. е. фіванським воєначальником Епамінондом після битви при Левктрах.

## Стародавнє місто
Стародавнє місто Мессіни заснували об'єднана армія Фів і аргів'ян та засланими мессенцями (самі мессенці вважали себе нащадками мікенців), яким запропонували повернутися і розбудувати державу, незалежну від спартанського правління. Місце для майбутнього міста обрав особисто Епамінонд. Воно лежало на західному схилі гори, яка домінувала над усією Мессенією із найвищим піком Ітомі (висота 740 м). Вершина Ітомі слугувала акрополем, підніжжя гори із тією самою системою укріплень слугувало нижнім містом.
Павсаній залишив нам опис міста, подавши детальні відомості про головний храм зі статуями, головне святилище, водні джерела, ринкову площу (агору) та гімназію, могилу героя Аристомена і храм Зевса Ітомейського на вершині акрополя зі статуями знаменитого аргів'янського скульптора Агелада, створеними первісно для мессенських ілотів, які оселилися в Навпакті наприкінці Третьої Мессенської війни.
Найбільший інтерес становить головна система укріплень, яка перевершувала усі сучасні системи в грецькому світі. Міські стіни сягали у довжину 8 км (див. Довгі стіни). Деякі ділянки стін збереглися до нашого часу, особливо добре на півночі і північному заході. За іншими грецькими укріпленнями, що краще збереглися, можна простежити увесь ланцюг фортифікацій. Стіни мали вежі висотою 9,45 м із нерівномірними інтервалами.
На сучасному етапі дослідниками встановлене розташування двох міських брам: східної Лаконської та північної Аркадійської. Від перших воріт мало що збереглося, водночас Аркадійська брама відносно добре збереглася. Серед інших будівель, призначення яких достеменно ідентифіковане, це театр, стадіон, булевтерій, пропілеї ринку, а також невеликий храм, можливо, присвячений Артеміді.

## Сучасне місто
Сучасне місто Мессіні розташоване за 15 км на південь від археологічної ділянки давніх Мессін. Поблизу міста прокладено національну автомагістраль 82 Пілос-Каламата-Спарті. На схід розташований Міжнародний аеропорт Каламата.
2011 року Мессіні отримало нагороджене першою премією Europa Nostra в категорії «Збереження культурної спадщини» за реставрацію стародавнього міста Мессіни.

### Населення
| Рік  | Населення | Муніципалітет |
| ---- | --------- | ------------- |
| 1981 | 6,854     | —             |
| 1991 | 6,453     | 10,493        |
| 2001 | 6,693     | 11,041        |